# Битва при Карбисдейле
Битва при Карбисдейле (англ. Carbisdale; 26 апреля 1650 года) — последнее сражение между роялистами и ковенантерами в период Гражданской войны в Шотландии. Поражение роялистов в битве при Карбисдейле заставило короля Карла II принять условия ковенантеров.

## Военные действия перед сражением
В марте 1650 года на Оркнейских островах высадилась небольшая армия роялистов, состоявшая в основном из немецких и датских наёмных солдат. Во главе неё стоял Джеймс Грэм, 1-й маркиз Монтроз, выдающийся шотландский полководец, одержавший целый ряд триумфальных побед в период гражданской войны 1644—1646 гг. Целью Монтроза было поднять новое восстание горных кланов северной и западной Шотландии, чтобы, если и не свергнуть правление ковенантеров, то хотя бы обеспечить безусловное признание королём Шотландии Карла II, сына казнённого в начале 1649 г. Карла I. В Шотландии в это время у власти находились представители радикального крыла ковенантского движения во главе с маркизом Аргайлом, которые требовали от короля принятия им клятвы на верность «Ковенанту» и утверждения пресвитерианских преобразований в стране.
Вскоре после высадки на Оркнейских островах Монтроз переправился в Росс. К его войскам присоединилось некоторое количество солдат с Оркнеев, планировалось также, что на сторону роялистов встанут кланы Макензи, Манро и Росс, чьи земли находились в северной части страны. 21 апреля Монтроз разбил лагерь у местечка Груйдс в восточном Россе, ожидая подхода отрядов кланов Манро и Росс. Однако горцы не спешили присоединяться к роялистам. Монтроз медленно двинулся по узкой долине Клайдсдейл.
В то же время правительство Аргайла решило как можно скорее покончить с Монтрозом, опасаясь, что горцы начнут переходить на сторону роялистов. На север была направлена армия парламента Шотландии под командованием Дэвида Лесли, одного из лучших полководцев ковенантеров. По пути к ней присоединились отряды горцев из клана Сазерленд, а также кланов Манро и Росс, на чью помощь рассчитывал сам Монтроз.

## Положение сторон
Роялисты разбили свой лагерь в долине Карбисдейл примерно в трёх милях от армии ковенантеров. Силы сторон были примерно равны: обе армии насчитывали по 1000—1200 человек пехоты и 200—300 всадников.

## Ход битвы
Узнав о приближении противника и желая выяснить численность его сил, Монтроз направил на разведку небольшой кавалерийский отряд. Всадники роялистов, обнаружив неприятеля, были вынуждены вступить в сражение. Численное превосходство кавалерии ковенантеров позволило быстро смять кавалерийский отряд Монтроза и, не теряя времени, обрушиться на датско-немецкую пехоту роялистов. Наёмники отступили в находящийся неподалёку лес, где были атакованы горцами кланов Манро и Росс. Бой в лесу продолжался около двух часов. Роялисты понесли тяжелые потери и бежали с поля битвы. Как и во время гражданской войны 1644—1646 г. с окончанием сражения кровопролитие не закончилось: горцы продолжали добивать бежавших немцев и датчан ещё несколько дней. Более 450 солдат роялистов было убито, более 400 взято ковенантерами в плен. Потери парламентской армии были незначительными.
Монтроз был несколько раз ранен и потерял лошадь. Но ему удалось скрыться незамеченным для ковенантеров, на лошади, которую уступил один из молодых офицеров. Монтроз долгое время скрывался в горах, однако был вынужден сдаться на милость клана Маклеод. Горцы передали его в руки ковенантеров, Монтроз был доставлен в Эдинбург и там 20 мая 1651 г. повешен.

## Значение сражения при Карбисдейле
Поражение при Карбисдейле лишило роялистов надежды на восстановление своей власти в Шотландии. Король Карл II был вынужден принять условия ковенантеров (Бредское соглашение) и присягнул на верность Ковенанту и «Торжественной лиге». Это позволило ему вернуться из эмиграции в Шотландию и короноваться в Скуне шотландским королём.
Существует также мнение, что Карл II послал Монтроза в эту заведомо безнадежную экспедицию с целью избавиться от наиболее пламенных роялистов, чтобы, не теряя лица, согласиться на требования ковенантеров, принятие которых обеспечивало ему корону Шотландии.